# 三厂街道
三厂街道是中华人民共和国江苏省南通市海门区下辖的一个街道办事处。
2012年11月30日，江苏省人民政府批复同意撤销三厂镇，以原三厂镇厂西、镇西、青龙港、厂南、孝威、耀忠、大洪、孝汉、中兴9个村委会和新东街、中心街、工房街3个居委会区域设立三厂街道办事处，办事处驻中华东路2号；将原三厂镇丁陆、汤西、鹤丰、新丰、刘洪、为民、丰顺7个村委会及大新街居委会划归临江镇。

## 行政区划
三厂街道下辖以下村级行政区划单位：
新东街社区、中心街社区、工房街社区、厂西村、镇西村、青龙港村、厂南村、孝威村、耀忠村、大洪村、孝汉村和中兴村。